# Leiferde
Leiferde település Németországban, azon belül Alsó-Szászország tartományban. Lakosainak száma 4383 fő (2023. december 31.). Leiferde Meinersen, Müden, Gifhorn, Ribbesbüttel, Adenbüttel és Hillerse községekkel határos.

## Népesség
A település népességének változása:
| Lakosok száma | 4375 | 4426 | 3987 | 4376 | 4439 | 4445 | 4383 |
|               | 2016 | 2017 | 2018 | 2019 | 2021 | 2022 | 2023 |